# Flugten fra millionerne
Flugten fra Millionerne er en spillefilm fra 1934 med manuskript og instrueret af Paul Fejos.

## Handling
En mørk og dyster aften samles på den afdøde millionær Jensen-Boschs gamle slot arvingerne til hans mange millioner for at høre hans sidste ønsker. Mørket ligger tæt omkring det gamle slot, alt varsler ilde. Så længe familien har eksisteret, har den aldrig kunnet enes. Ved oplæsningen af testamentet breder alvoren sig over ansigterne, og trodsen og vreden er at læse i de forventningsfulde øjne.

## Medvirkende
Blandt de medvirkende kan nævnes:
- Inge Arvad
- Erling Schroeder
- Chr. Arhoff
- Johannes Meyer
- Kai Holm
- Rasmus Christiansen
- Peter Nielsen
- Maria Garland
- Agnes Rehni
- Ingeborg Pehrson
- Knud Heglund